# Cally Monrad

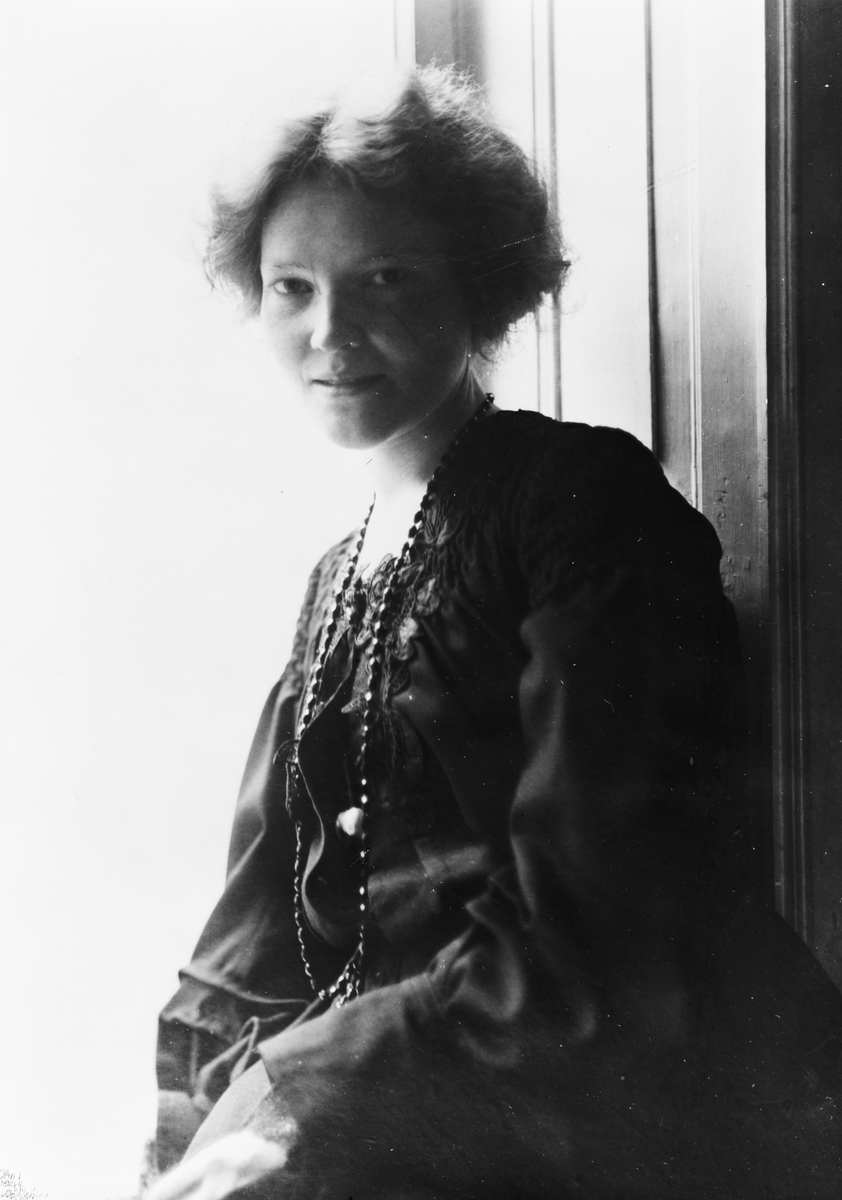
Cally Monrad, 1903

Ragnhild Caroline „Cally“ Monrad (* 31. Juli 1879 in Gran, Provinz Oppland, Norwegen; † 23. Februar 1950 in Oslo) war eine Opernsängerin, Schauspielerin und Schriftstellerin. Sie war eine der bekanntesten norwegischen Sängerinnen ihrer Zeit und prägte mit ihren vielfältigen künstlerischen Aktivitäten die Kunstszene im Norwegen der frühen 1900er Jahre.

## Familie
Cally Monrads Vorfahren in väterlicher Linie waren seit mehr als drei Generationen Geistliche und Intellektuelle. Ihr Urgroßvater Peder Monrad (1781–1850), selbst in einem Pfarrhaus geboren, war Pfarrer und Vikar an verschiedenen Orten in Dänemark und Norwegen und ab 1833 oppositioneller Parlamentsabgeordneter. Der Großvater Marcus Jacob Monrad (1816–1897) war Theologe und ein bedeutender Literaturkritiker und Autor von Lehrbüchern für Philosophie, Psychologie, Ethik und Ästhetik. Ab 1851 war er Professor für Philosophie an der Universität von Kristiania und trat dort für den deutschen Idealismus ein.
Cally Monrads Vater Olaf Peder Monrad (1849–1920) war nach seinem Theologiestudium Kaplan in Gran in Hadeland (1874–79), Pfarrer von Sande in Sunnmøre (1879–84), Pfarrer von Vang in Valdres (1884–90), Hauskaplan in Sigdal (1890–1902). Danach lebte er als freier Schriftsteller und populärwissenschaftlicher Vortragsredner in Kopenhagen. Er widmete sich besonders der Religionsphilosophie und war viele Jahre lang Mitarbeiter der deutschen protestantischen Zeitschrift Die Christliche Welt. Sein Buch Sören Kierkegaard. Sein Leben und seine Werke erschien 1909 nur auf Deutsch bei Diederichs in Jena und erreichte ein großes Publikum.
Das Ehepaar Olaf Peder Monrad und Mimmi (Emilie) Antonette Monrad (* 1846), geborene Bergh, hatte vier Kinder: Julie Katrine (* 1877), Cally (Caroline) (* 1879), Markus Jakob (* 1882) und Janne (Johanne Nilsine) (* 1885). Die jüngste Schwester Janne Monrad (1885–1964) wurde wie Cally später ebenfalls als Sängerin und Schauspielerin bekannt.
Cally Monrad war viermal verheiratet und wurde viermal geschieden. Am 29. April 1900 heiratete sie in Sigdal den Rechtsanwalt Gustav Einar Reimers (1876–1941), am 9. März 1907 in Kristiania den Obergerichtsrat Eyvind Bernt Monrad Aas (* 1878), am 2. November 1912 in Aarhus den Konsul Gerhard Stilling (1876–1945) und schließlich im Januar 1922 in Berlin den Privatgelehrten Felix Noeggerath. Diese letzte Ehe mit dem – von Walter Benjamin als „Universalgenie“ bezeichneten – deutschen Philosophen und Mythologen dauerte nur einige Monate.
Von Cally Monrads insgesamt vier Kindern ist Synnøve Reimers (1900–1990) erwähnenswert, die zunächst ab 1921 mit Frede Castberg (1893–1977) verheiratet war, und ab 1925 mit dessen Cousin Frits von der Lippe (1901–1988). Beide Ehemänner waren prominent: Castberg war ein einflussreicher Verfassungsrechtler und 35 Jahre lang Professor an der Universität Oslo. Von der Lippe war Theaterkritiker und der Gründungsdirektor des staatlichen Tourneetheaters Riksteatret.

## Leben und Werk

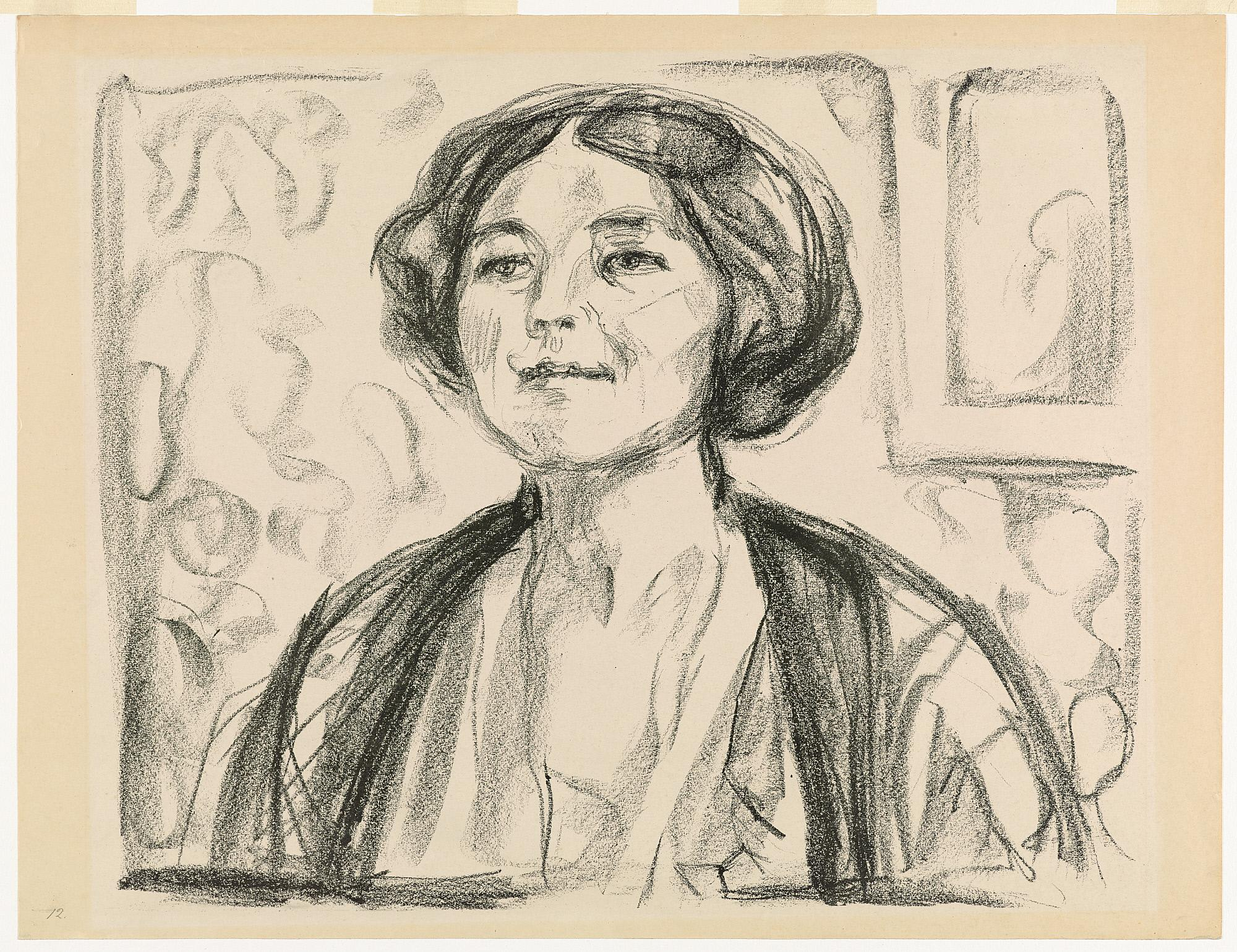
Edvard Munch: Cally Monrad, Lithographie

Cally Monrad verbrachte ihre Kinderjahre in Sunnmøre, Valdres und Sigdal, in einer familiären Umgebung, die ihr Interesse an Musik und Literatur weckte. Sie erhielt 1896 bis 1899 Gesangsunterricht bei dem Opernsänger und Gesangspädagogen Wilhelm Kloed (1855–1929) in Kristiania und gab dort im Februar 1899 ihr Debüt als Liedsängerin. Im Dresdner Konservatorium war sie 1901 bis 1903 Schülerin von Aglaja Orgeni. Später erhielt sie auch ihre Theaterausbildung in Dresden bei Clementine von Schuch-Proska.
Cally Monrad debütierte 1903 als Opernsängerin in der Rolle der Gretel in Engelbert Humperdincks Oper Hänsel und Gretel am Osloer Nationaltheater. 1905 war sie an der Königlichen Oper Stockholm als Carmen zu Gast. Später übernahm sie mehrere bedeutende Rollen an großen Bühnen in Norwegen, in den übrigen Nordischen Ländern und in Deutschland. 1907 bis 1911 war sie in Berlin an der Königlichen Oper engagiert, wo sie die Titelrollen in Georges Bizets Carmen, Giacomo Puccinis Tosca und Madama Butterfly spielte, sowie die Mimi in Puccinis La Bohème und die Nedda im Bajazzo von Ruggero Leoncavallo.
Zwischen 1905 und 1914 entstanden 21 Schallplattenaufnahmen für die Firmen Gramophone Company, Pathé Records und Edison Records, vor allem Lieder von Edvard Grieg, aber auch die Habanera und die Seguidilla aus Carmen.
Im Jahr 1913 veröffentlichte sie ihren ersten Gedichtband Digte. Es folgten vier weitere Sammlungen, Nye Digte, Før Dag, I Dur og Mol und Drømmeboken. Der teilweise autobiografische Roman Petju wurde 1922 veröffentlicht. Zusammen mit dem schwedischen Dichter Nils Magnus Folcke veröffentlichte sie Con amore. Fragmentariska rimbrev (1924). Ein kleines Lehrbuch über Gesang, Tolv timer i sang, folgte 1937.
1929 hatte Cally Monrad in dem Stummfilm Laila (dt.: Laila – Die Tochter des Nordens, 1930) unter der Regie von George Schnéevoigt eine Rolle, und zwar als Mutter der jugendlichen Titelheldin. Der auf dem Roman Fra Finmarken. Skildringer basierende Stoff wurde 1958 neu verfilmt.
1930 erlitt Cally Monrad einen schweren Bühnenunfall und trat anschließend nur noch als Konzertsängerin auf, und zwar hauptsächlich in Skandinavien. Als Liedinterpretin brachte sie die nordischen Komponisten Grieg, Christian Sinding und Jean Sibelius besonders eindringlich zum Vortrag. Sie erlangte große Popularität beim Publikum, während sich die Fachwelt über die Umsetzung ihrer Gesangsdarbietungen uneins war. Sie hatte eine ausgeprägte Phrasierung, sie atmete „falsch“ und sie arrangierte Notenwerte und Glissandi nach ihrem eigenen Gutdünken, manchmal sehr zum Verdruss der betroffenen Komponisten.
Der Musikkritiker Reidar Mjøen (1871–1953) charakterisierte Cally Monrad sowohl als Sängerin als auch als Schriftstellerin: „Die besten Gedichte in Cally Monrads Sammlungen sind von hohem poetischen Wert, zeugen von ihrem sensiblen und tief romantischen Temperament mit einem Hang zur Mystik und zeigen einen feinen musikalischen Sinn für die Kunst der Worte. […] Auf ihrem besten Gebiet, der Romantik und ihrer gefühlvollen Interpretation in Wort und Ton, in der Kunst des Vortrags, wenn es darum geht, die Tiefen einer Gedichtsammlung musikalisch auszuloten, ist die Sängerin in unserer Gesangskunst unübertroffen.“
In Bodil Stenseths Biografie über Cally Monrad wird sie als faszinierende Persönlichkeit dargestellt, sowohl als Künstlerin als auch als Privatperson, und sie wird als eine der bedeutendsten romantischen Sängerinnen des 20. Jahrhunderts bezeichnet. Die Kombination eines goldenen, warmen Mezzosoprans, eines herausragenden Einfühlungsvermögens und Vortrags und einer Persönlichkeit mit einem Hauch von Mystik veranlasste bekannte Persönlichkeiten der Musikwelt wie Wilhelm Peterson-Berger und Wilhelm Stenhammar, ihre Gesangskunst mit großen Superlativen zu charakterisieren.

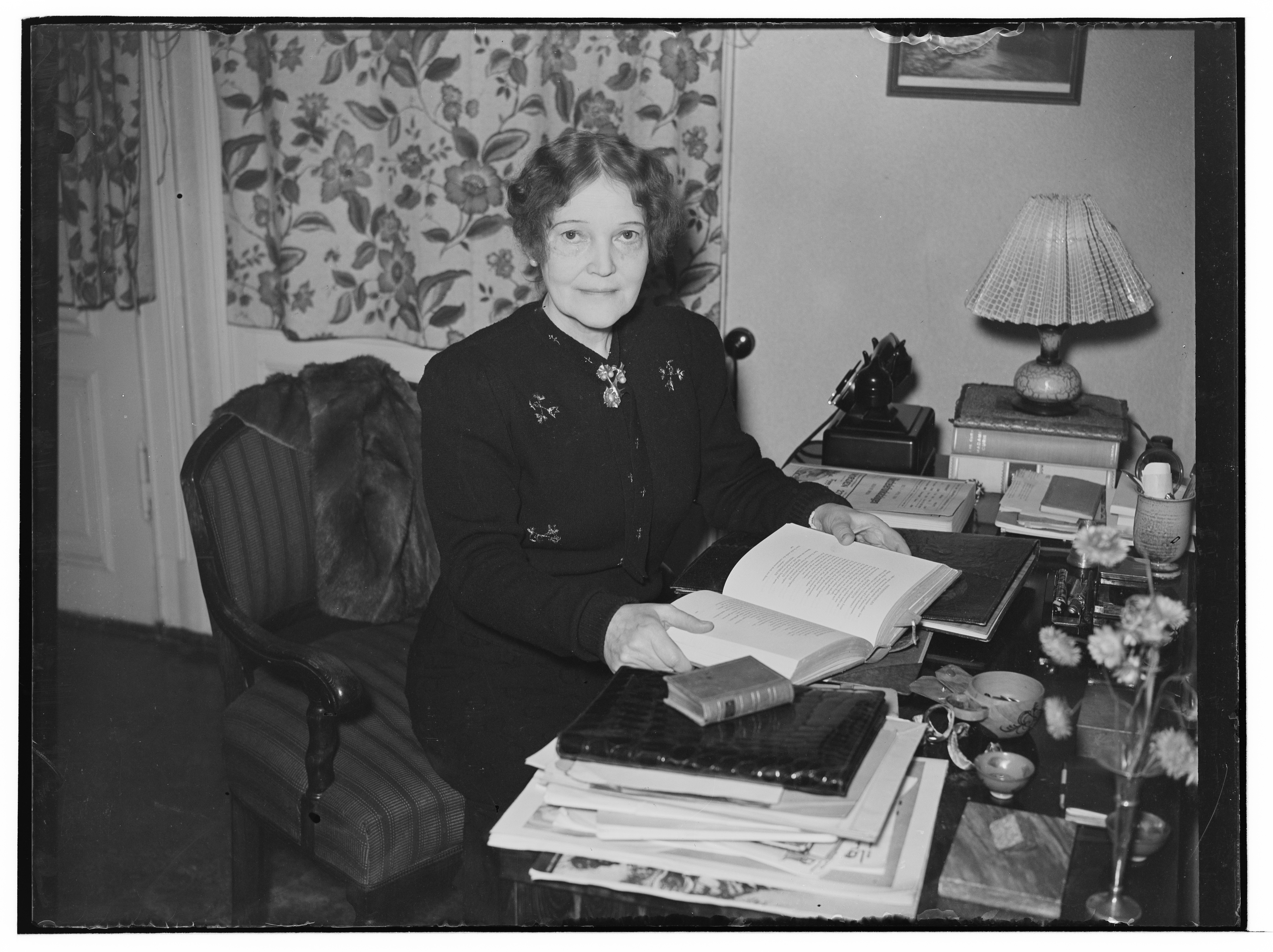
Cally Monrad 1941 an ihrem Schreibtisch, mit Goethes Faust in den Händen.

Cally Monrad war auch als Regisseurin tätig und inszenierte Madama Butterfly (Nationaltheater), Donizettis Oper Der Liebestrank (Centralteatret), sowie ihre eigene Oper Trollskatten (Der Trollschatz) (Norwegisches Theater, 1935). In den 1930er Jahren wirkte sie als Musikpädagogin in Oslo. Ihre Verdienste wurden 1939 vom norwegischen Parlament Storting mit einem Ehrengehalt gewürdigt.
Etwa vier Monate nach der Kapitulation der norwegischen Armee und Besetzung Norwegens durch die Wehrmacht, am 29. Oktober 1940, trat Cally Monrad der faschistischen Nasjonal Samling bei, deren Führer Vidkun Quisling sich den deutschen Besatzern als Kollaborateur anbiederte. Das lag zum Teil an ihrer Begeisterung für die deutsche Kultur, aber sie kannte Quisling auch schon seit den frühen 1930er Jahren und veröffentlichte während des Krieges Gedichte zu seinen Ehren.
Im Jahr darauf, 1941, wurde Cally Monrad zur Leiterin der von den NS-Behörden eingerichteten Theaterschule ernannt. Ab 1942 wurde sie anstelle des geflüchteten Knut Hergel als Direktorin des Norwegischen Theaters eingesetzt, wonach – wie die Gestapo feststellen musste – „deutlich eine Boykottbewegung im Theaterbesuch zu bemerken war.“ Für den Rest der Kriegsjahre war der Zuschauerzuspruch nur spärlich.
Nach dem Kriegsende verlor Cally Monrad alle ihre Positionen und auch ihr Ehrengehalt, und sie wurde 1947 in einem Hochverratsprozess wegen ihrer Mitgliedschaft bei der Nasjonal Samling und ihrer aktiven Unterstützung der Besatzungsmacht zu einem Jahr Gefängnis verurteilt. Die leitende Position am Norwegischen Theater war nicht Teil der Anklage. Aufgrund ihres hohen Alters und ihres schlechten Gesundheitszustands wurde die Strafe zunächst aufgeschoben und im folgenden Jahr wurde sie schließlich begnadigt. In ihren letzten Lebensjahren lebte sie auf engstem Raum und in erbärmlichen Verhältnissen bei einigen wenigen Freunden, die ihr geblieben waren. Bis zu ihrem Tod beteuerte sie, dass sie an allem, was sie während der Besatzungszeit getan habe, völlig unschuldig sei, und behauptete, sie habe nicht gewusst, dass ein Krieg herrschte.

## Werke

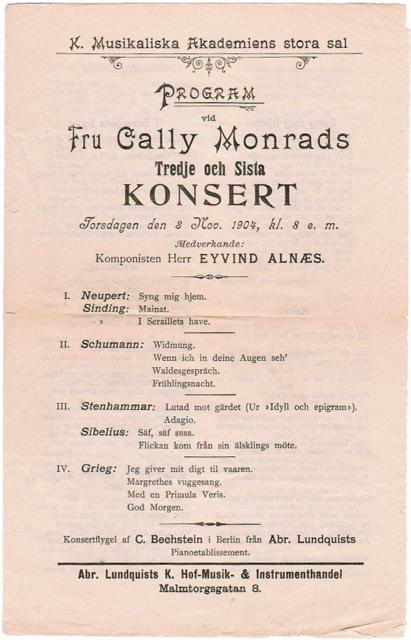
Konzertprogramm mit Cally Monrad und Eyvind Alnæs vom 8. November 1904

### Lieder auf Schallplatte (Auswahl)
| Jahr | Liedtitel       | Komponist              |
| ---- | --------------- | ---------------------- |
| 1905 | Jeg elsker dig  | Edvard Grieg           |
| 1905 | Det første møte | Edvard Grieg           |
| 1907 | Solveigs sang   | Edvard Grieg           |
| 1914 | Bøn             | Agathe Backer Grøndahl |
| 1914 | Sidste reis     | Eyvind Alnæs           |

### Stummfilm
(Quelle)
| Jahr | Filmtitel | Rolle                                 |
| ---- | --------- | ------------------------------------- |
| 1929 | Laila     | Mor Laagje (Ehefrau von Aslag Laagje) |

### Belletristik
- 1913: Digte. (Gedichte.)
- 1919: Nye digte. (Neue Gedichte.)
- 1920: Før dag. (Vor dem Tag. Lyrik)
- 1922: Petju. (Roman)
- 1924: Con amore. Fragmentariska rimbrev. (Mit Liebe. Fragmentarisch gereimte Buchstaben.) (zusammen mit dem schwedischen Lyriker Nils-Magnus Folcke (1891–1976))
- 1929: I Dur og Mol. (In Dur und Moll.)
- 1932: Drømmeboken. (Das Traumbuch, Lyrik)
- 1937: Tolv timer i sang.

## Cally Monrad als literarisches Motiv
Im Frühjahr 2018 inszenierte das Norwegische Theater das Stück Cally mit Ingeborg Sundrehagen Raustøl (* 1979) in der Hauptrolle. Die Dramatikerin und Dichterin Ruth Lillegraven hatte das Drehbuch geschrieben, die Regie führte Maren E. Bjørseth.